# Levieria beccariana
Levieria beccariana är en tvåhjärtbladig växtart som beskrevs av Perk.. Levieria beccariana ingår i släktet Levieria och familjen Monimiaceae. Inga underarter finns listade i Catalogue of Life.